# Peto europsko nogometno natjecanje reprezentacija hrvatskih nacionalnih manjina 2017.
V. Europsko nogometno natjecanje reprezentacija hrvatskih nacionalnih manjina, održalo se u od 23. do 25. lipnja 2017. godine u Svetom Martinu na Muri (Hrvatska). Održano je u organizaciji Hrvatskog nogometnog saveza. Naslov prvaka branili su Hrvati iz Srbije, koji su naslov osvojili na prošlom prvenstvu 2013. godine u Zagrebu na Maksimiru.
Pobjednik ovog turnira stekao je pravo sudjelovati na Europskom prvenstvu klubova koje su utemeljili Hrvati izvan Hrvatske, koje će se održati 2018. godine i planira održati u Francuskoj. Pobjedniku prvo mjesto njegovoj momčadi u iduće tri godine donosi kvalitetna natjecanja na višoj razini, i u nogometnom smislu, a i u smislu toga da će biti daleko više jačih ekipa i utakmice će biti više propraćene.

## Sudionici
Nastupilo je šest momčadi hrvatskih nacionalnih manjina iz inozemstva: Hrvati iz Austrije, Hrvati iz Mađarske, Hrvati iz Rumunjske, Hrvati iz Slovačke, Hrvati iz Slovenije, Hrvati iz Srbije

## Pobjednici
Pobijedila je uvjerljivo reprezentacija Hrvata iz Srbije, imali su prave napadače, brze i kvalitetne igrače, unatoč velikim izazovima, jer nisu imali puno vremena upoznati igrače, a imali su četiri nova, i to iz Srijema. Pobjedu su izvojevali premda je bilo teško organizirati putovanje, povlačeći 25 momaka iz svih dijelova Vojvodine, a na računu reprezentacija nije imali ni dinara ni kune. Pobijedili su u daleko najjačoj skupini. Na svom petom prvenstvu,  ukupno 11 godina, Hrvati iz Srbije dva puta bili su prvi, i po jednom drugi, treći i četvrti.

## Ždrijeb i propozicije natjecanja
U subotu 24. lipnja se igraju utakmice faze po skupinama. Prvi dan zaključuje svečana večera za sve reprezentacije i uzvanike. U nedjelju 25. lipnja na rasporedu su bile utakmice za peto mjesto (08:30), utakmice za treće mjesto (09:45) te finalna utakmica u 11:00. Poslije finala dodijeljene su nagrade najboljim momčadima i pojedincima te svečano zatvaranje prvenstva.
Izvučene su ove skupine:
- skupina A: Hrvati iz Srbije, Hrvati iz Slovačke, Hrvati iz Slovenije
- skupina B: Hrvati iz Austrije, Hrvati iz Rumunjske, Hrvati iz Mađarske

## Sastavi
- Hrvati iz Srbije (Vojvodine): Luka Sili (Bačka, Spartak, Bačka Subotica), Stefan Lewbović, Izbornik: Marinko Poljaković[1]
- Hrvati iz Slovenije:
- Hrvati iz Austrije:

## Rezultati

### Skupina A
Rezultati:
- Hrvati iz Srbije – Hrvati iz Slovačke 2:0
- Hrvati iz Slovačke – Hrvati iz Slovenije 0:2
- Hrvati iz Slovenije – Hrvati iz Srbije 0:4

### Skupina B
Rezultati:
- Hrvati iz Austrije - Hrvati iz Rumunjske 2:0
- Hrvati iz Rumunjske - Hrvati iz Mađarske 1:4
- Hrvati iz Mađarske - Hrvati iz Austrije 2:1

### Za plasman
Rezultati:
- za 5. mjesto: Hrvati iz Slovačke – Hrvati iz Rumunjske 3:0
- za 3. mjesto: Hrvati iz Slovenije - Hrvati iz Austrije 0:1
- za 1. mjesto: Hrvati iz Srbije - Hrvati iz Mađarske 6:0

## Nagrade
- Najbolji igrač: Luka Sili (Hrvati iz Srbije)[1]
- Najbolji strijelac: Igor Vidović (Hrvati iz Srbije) - 4 zgoditka[1]
- Najbolji vratar: Stefan Lebović (Hrvati iz Srbije)[1]
- Priznanje za fair-play: Hrvati iz Rumunjske[3]

## Poredak
Konačni poredak:
1. Hrvati iz Srbije
2. Hrvati iz Mađarske
3. Hrvati iz Austrije
4. Hrvati iz Slovenije
5. Hrvati iz Slovačke
6. Hrvati iz Rumunjske